# Tournoi de tennis du Colorado

Le tournoi du Colorado (États-Unis) est un tournoi de tennis féminin du circuit professionnel WTA.
Organisé à Denver jusqu'en 1985, la dernière édition de l'épreuve (1991) s'est tenue à Aurora.

## Palmarès

### Simple
| No | Date       | Nom et lieu du tournoi             | Catégorie          | Dotation       | Surface         | Vainqueure          | Finaliste        | Score          |                |
| -- | ---------- | ---------------------------------- | ------------------ | -------------- | --------------- | ------------------- | ---------------- | -------------- | -------------- |
| 1  | 14-08-1972 | Virginia Slims of Denver, Denver   | ILTF World Circuit | 25 000 $       | Dur (ext.)      | Nancy Richey-Gunter | Billie Jean King | 1-6, 6-4, 6-4  | Tableau        |
| 2  | 30-07-1973 | Denver Majestic Tournament, Denver | VS Tour            | 30 000 $       | Dur (ext.)      | Billie Jean King    | Betty Stöve      | 6-4, 6-2       | Tableau        |
| 3  | 23-09-1974 | Virginia Slims of Denver, Denver   | VS Tour            | 50 000 $       | Moquette (int.) | Evonne Goolagong    | Chris Evert      | 7-5, 3-6, 6-4  | Tableau        |
| 4  | 22-09-1975 | Denver Majestic Tournament, Denver |                    | 60 000 $       | Moquette (int.) | Martina Navrátilová | Carrie Meyer     | 4-6, 6-4, 6-3  | Tableau        |
|    | 1976-1983  | Pas de tournoi                     | Pas de tournoi     | Pas de tournoi | Pas de tournoi  | Pas de tournoi      | Pas de tournoi   | Pas de tournoi | Pas de tournoi |
| 5  | 16-01-1984 | Ginny of Colorado, Denver          | VS Tour C1+        | 50 000 $       | Dur (int.)      | Mary Lou Piatek     | Kim Sands        | 6-1, 6-1       | Tableau        |
| 6  | 14-01-1985 | Virginia Slims of Denver, Denver   |                    | 75 000 $       | Moquette (int.) | Peanut Louie        | Zina Garrison    | 6-4, 4-6, 6-4  | Tableau        |
|    | 1986-1990  | Pas de tournoi                     | Pas de tournoi     | Pas de tournoi | Pas de tournoi  | Pas de tournoi      | Pas de tournoi   | Pas de tournoi | Pas de tournoi |
| 7  | 11-02-1991 | Colorado Classic, Aurora           | Tier V             | 100 000 $      | Dur (int.)      | Lori McNeil         | Manon Bollegraf  | 6-3, 6-4       | Tableau        |

### Double
| No | Date       | Nom et lieu du tournoi            | Catégorie      | Dotation       | Surface         | Vainqueures                   | Finalistes                       | Score          |                |
| -- | ---------- | --------------------------------- | -------------- | -------------- | --------------- | ----------------------------- | -------------------------------- | -------------- | -------------- |
| 1  | 14-08-1972 | Virginia Slims of Denver Denver   | WT Pro Tour    | 25 000 $       | Dur (ext.)      | Françoise Dürr Lesley Hunt    | Helen Gourlay Karen Krantzcke    | 6-0, 6-3       | Tableau        |
| 2  | 30-07-1973 | Denver Majestic Tournament Denver | VS Tour        | 30 000 $       | Dur (ext.)      | Rosie Casals Billie Jean King | Françoise Dürr Betty Stöve       | 3-2, n.f.      | Tableau        |
| 3  | 23-09-1974 | Virginia Slims of Denver Denver   | VS Tour        | 50 000 $       | Moquette (int.) | Françoise Dürr Betty Stöve    | Mona Schallau Pam Teeguarden     | 6-2, 7-5       | Tableau        |
| 4  | 22-09-1975 | Denver Majestic Tournament Denver |                | 60 000 $       | Moquette (int.) | Françoise Dürr Betty Stöve    | Rosie Casals Martina Navrátilová | 3-6, 6-1, 7-6  | Tableau        |
|    | 1976-1983  | Pas de tournoi                    | Pas de tournoi | Pas de tournoi | Pas de tournoi  | Pas de tournoi                | Pas de tournoi                   | Pas de tournoi | Pas de tournoi |
| 5  | 16-01-1984 | Ginny of Colorado Denver          | VS Tour C1+    | 50 000 $       | Dur (int.)      | Anne Hobbs Marcella Mesker    | Sherry Acker Candy Reynolds      | 6-2, 6-3       | Tableau        |
| 6  | 14-01-1985 | Virginia Slims of Denver Denver   |                | 75 000 $       | Moquette (int.) | Mary Lou Piatek Robin White   | Leslie Allen Sharon Walsh        | 1-6, 6-4, 7-5  | Tableau        |
|    | 1986-1990  | Pas de tournoi                    | Pas de tournoi | Pas de tournoi | Pas de tournoi  | Pas de tournoi                | Pas de tournoi                   | Pas de tournoi | Pas de tournoi |
| 7  | 11-02-1991 | Colorado Classic Aurora           | Tier V         | 100 000 $      | Dur (int.)      | Lise Gregory Gretchen Rush    | Patty Fendick Lori McNeil        | 6-4, 6-4       | Tableau        |